# 健竜会
健竜会（けんりゅうかい）は、兵庫県神戸市に本部を置く暴力団で、指定暴力団・六代目山口組の三次団体。上部団体は、五代目山健組。
創始者の渡辺芳則が山口組本家の五代目組長となるなど、暴力団業界でも屈指の名門組織とされ、二代目以降の山健組組長も当組織から輩出されている。

## 略歴

### 初代体制
- 1970年、渡辺芳則が健竜会を結成した。
- 1971年、渡辺は山健組若頭に就任した。

#### 大阪戦争
- 1978年9月2日、健竜会会員・西住孔希と同・道躰方彦は、対立していた和歌山県の松田組系組長の自宅前で、警備中の松田組系組員・矢熊元彦と同・下村郁生を射殺する。
- 1982年、渡辺は二代目山健組組長を襲名し、四代目山口組直参に昇格した。

### 二代目体制
- 1982年、山健組若中・健竜会副会長・健竜塾塾長の桑田兼吉が二代目健竜会会長を襲名し、二代目山健組に昇格した。

#### 山一抗争
- 1985年4月23日、二代目山健組系二代目健竜会系梁取総業組員が、和歌山県和歌山市のクラブ「シンザン」で、一和会系組員光山勝治を射殺した。
- 桑田は二代目山健組若頭に就任した。
- 桑田は三代目山健組組長を襲名し、五代目山口組に昇格した。

### 三代目体制
- 二代目山健組系二代目健竜会副会長二代目健竜塾塾長山本一廣は、三代目健竜会会長を襲名し、三代目山健組に昇格した。
- 三代目山健組若頭補佐に就任した。

### 四代目体制
- 2000年、井上邦雄は、四代目健竜会会長に襲名し、三代目山健組に昇格した。
- 2003年5月、三代目山健組若頭に就任した。
- 2005年、四代目山健組組長を襲名し、六代目山口組に昇格した。

### 五代目体制
- 2005年、四代目山健組系四代目健竜会若頭竜心会会長中田広志は、五代目健竜会会長に襲名し、四代目山健組に昇格した。
- 四代目山健組若頭補佐に就任した。
- 2015年9月29日、兵庫県警暴力団対策課は、別人名義で住宅ローンを組んだ詐欺容疑で、四代目山健組若頭補佐・五代目健竜会会長中田広志（中田浩司）ら2人を逮捕した[1]。
- 四代目山健組若頭代行に就任した。
- 2015年10月27日、神戸地検は、別人名義で住宅ローンを組んだ詐欺容疑で逮捕された四代目山健組若頭代行・五代目健竜会会長中田広志ら2人を不起訴処分とした。

## 歴代会長
- 初代 - 渡辺芳則
（五代目山口組組長／四代目山口組若頭／二代目山健組組長／山健組若頭）
- 二代目 - 桑田兼吉
（五代目山口組若頭補佐／三代目山健組組長／二代目山健組若頭／健竜会副会長／健竜塾会長）
- 三代目 - 山本一廣
（四代目山健組舎弟頭補佐／三代目山健組若頭補佐／二代目健竜会副会長）
- 四代目 - 井上邦雄
（神戸山口組組長／六代目山口組若頭補佐／四代目山健組組長／三代目山健組若頭／初代健竜会理事長補佐／愛芳会会長）
- 五代目 - 中田浩司
（五代目山健組組長／四代目山健組若頭／四代目健竜会若頭）
- 六代目 - 西川良男
（五代目山健組若頭／五代目健竜会若頭／二代目中田組組長）

## 当代
- 蜜岡伸貞（五代目山健組若頭補佐）

2021年6月、六代目会長・西川良男が病死したため、若頭であった蜜岡が七代目を継承した。
蜜岡は同年5月、舎弟頭から若頭に役職を変更されていた。

## 構成
- 会長 - 蜜岡 伸貞
- 最高顧問 - 三島 敬一（三島組組長）
- 副会長 - 西浦 徹守（西浦興業組長）
- 若頭 - 田辺 泰之（山健組若中）
- 若頭補佐 - 山下 唯雄（神仁会会長）
- 若頭代行 - 佐々木 勇仁（山健組若中）
- 舎弟頭 - 山田 弥一（山田興業組長）
- 本部長 - 田中 学（二代目金谷興業組長）
- 相談役 - 宮崎 洋明
- 相談役 - 岬 正義
- 若頭補佐 - 太田 光甠
- 若頭補佐 - 松尾 淳
- 若頭補佐 - 山本 壱也（四代目竜心会会長）
- 若頭補佐 - 岡田 尚之（二代目一竜会会長）
- 若頭補佐 - 花井 博臣（志竜会会長）
- 若頭補佐 - 森田 充
- 若頭補佐 - 堀 孝男（堀総業組長）
- 若頭補佐 - 磯村 雅之
- 舎弟頭補佐 - 津山盛路（津山組組長）
- 舎弟頭補 - 北本 肇（北本組組長）
- 舎弟頭補佐 - 山本 靖秀（二代目八将会会長）
- 舎弟 - 神宮司 剛（豪政会会長）
- 舎弟 - 金本 将典
- 幹部 - 三井 芳造
- 幹部 - 濱田 秀信（三代目火龍会会長）
- 幹部 - 石橋 敬之（三代目竜正会会長）
- 幹部 - 吉武 徹弥（闘竜会会長）
- 幹部 - 河合 将次
- 若中 - 菊山 武平
- 若中 - 関 富浩
- 若中 - 田中 大気（二代目兵頭総業組長）
- 若中 - 喜多 安志（有仁会会長）
- 若中 - 濱嶋 満彦
- 若中 - 北山 亮
- 若中 - 兼子 誠（二代目神誠会会長）
- 若中 - 出井 勇二
- 若中 - 永田 健壱（二代目神竜会会長）
- 若中 - 宮崎 義和
- 若中 - 山田 直
- 若中 - 中嶋 淳
- 若中 - 岸田 和樹
- 若中 - 北野 貴之
- 若中 - 山本 武史
- 若中 - 辻本 光夫
- 若中 - 豊山 勝利
- 若中 - 西山 一男
- 若中 - 細田 龍一（三代目中田組組長）
- 若中 - 河村 龍樹